# Sacramentario

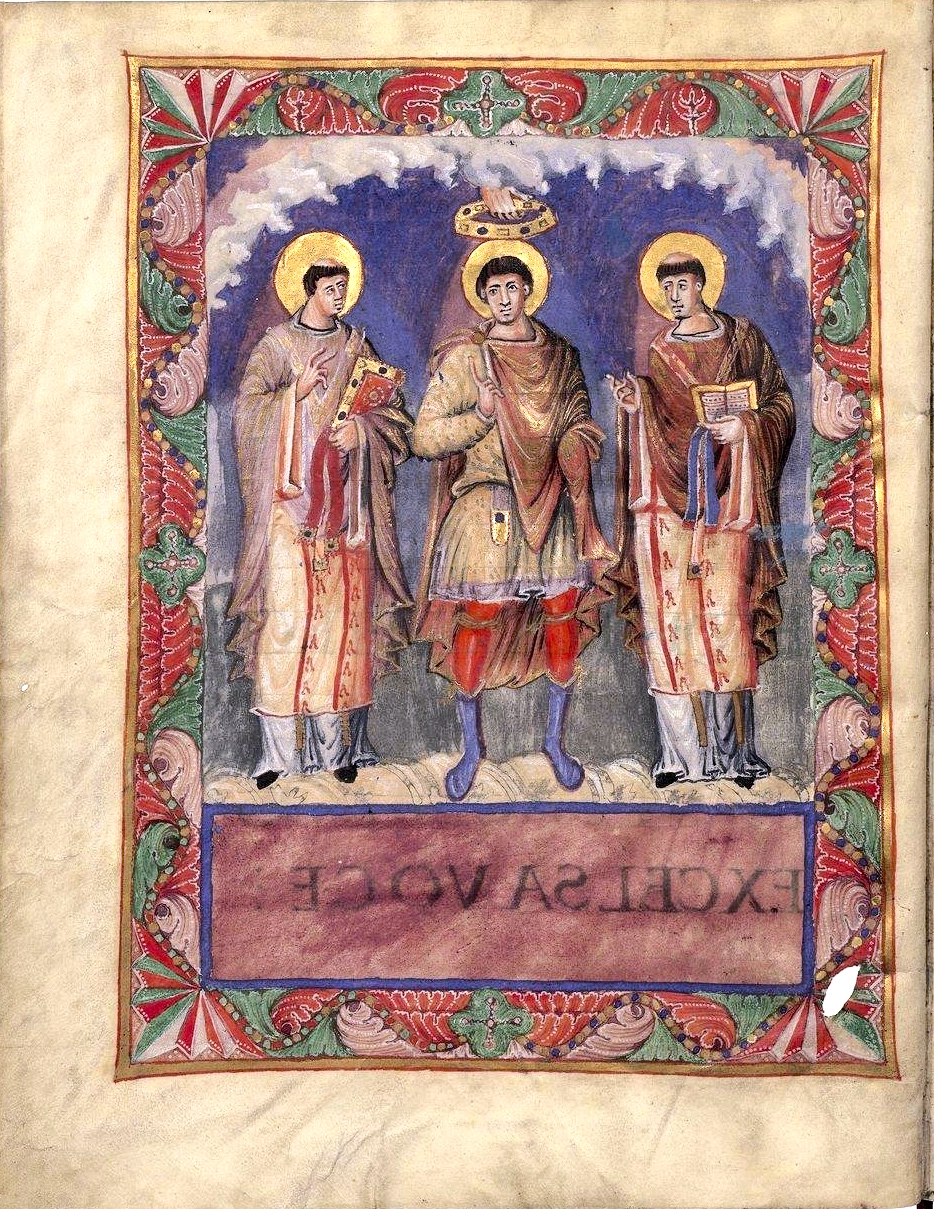
Imagen del sacramentario de Metz, s.IX

El sacramentario es un libro antiguo de la Iglesia que contenía las oraciones , ceremonias de la liturgia de la Misa y de la administración de los sacramentos. 
Era a un tiempo un pontifical, un ritual y un misal aunque no traía los introitos ni las graduales, ni las epístolas, ni los evangelios, ni los ofertorios, ni las comuniones, sino solo las colectas u oraciones, los prefacios, el canon, las oraciones secretas y las poscomuniones, las oraciones y ceremonias de la ordenación y muchas bendiciones. Los griegos llaman á este libro Etnología. 
El primero que redactó un sacramentario fue el papa Gelasio, que murió en el año 496. Por lo menos es el más antiguo que llegó a nuestras manos. San Gregorio posterior en un siglo a Gelasio, renovó este sacramentarlo quitándole muchas cosas, variando algunas y añadiendo pocas palabras. Pero ni uno ni otro fueron autores de lo esencial de la liturgia que antes de ellos ya se conservaba por tradición y se creyó siempre que venía de los apóstoles. El P. Le Brun en su Esplicacion de las ceremonias de la Misa, tom. 3, pag. 137 y siguientes demuestra este hecho esencial. 